# Maurice Schlesinger
Moritz Adolf Schlesinger (Berlín, 1798 - Baden-Baden, 1871), conocido durante su carrera en Francia como Maurice Schlesinger, fue un editor musical alemán. Es quizás más recordado por haber inspirado el personaje de M. Arnoux en la novela de Gustave Flaubert novela La educación sentimental.
Era hijo de Adolf Martin Schlesinger, fundador de la revista musical Berliner allgemeine musikalische Zeitung. Maurice se trasladó a París permanentemente en la década de 1820, donde fundó una editorial de música estrechamente ligada a la de su padre. En 1834 fundó una sociedad con el objeto declarado de publicar música clásica y contemporánea a precios razonables. Publicó obras de Mozart, Haydn, Weber, Beethoven, Hummel, Meyerbeer y Berlioz. Empleó Richard Wagner, como arreglista y periodista, durante la primera visita de éste a París en 1840-41, y lo presentó a Franz Liszt por primera vez.
Schlesinger creó la revista Gazette musicale, que se unió más tarde a la Revue musicale de François-Joseph Fétis. Vendió su parte de la revista en 1846 a un exempleado llamado Louis Brandus.